# پی‌یر براندن
پی‌یر براندُن (به فرانسوی: Pierre Brandon)، زادهٔ ۱۹۱۵ در تونس (پایتخت کشور تونس)، درگذشته در ۲۰۰۳ در لان‌یی‌سورمرن (فرانسه)، اهل فرانسه، وکیل دادگستری، فعال سیاسی، رزمندهٔ جنبش مقاومت و فعّال «یاوریِ مردمیِ فرانسه» بود.

## زندگی
پی‌یر براندُن یکم ژوئنِ ۱۹۱۵ در تونس به دنیا آمد که در آن هنگام مستعمرهٔ فرانسه بود. پدرش اصالتاً اهلِ آمستردام و تاجرِ خرده‌پایِ کفش بود. در جوانی در الجزیره ــــ که آنجا هم مستعمرهٔ فرانسه بود ــــ، به تحصیلِ حقوق پرداخت. در ۱۹۳۴ درحالی‌که هنوز دانشجو بود و برایِ پلیس ناشناخته، رابطِ حزبِ کمونیستِ الجزایر و سازمان‌دهندگانِ تظاهرات در خاکِ فرانسه شد. سپس به فرانسه رفت و با گروهِ پارلمانیِ حزب کمونیست فرانسه و نیز به عنوانِ خبرنگارِ پارلمانی به فعّالیت پرداخت. در همان ‌حال در دفترِ وکالتِ دُمُرو ژیافِری de Moro-Giafferi هم شروع به کار کرد.
در ۱۹۳۸ جمهوری‌خواهان اسپانیائی در جنگ داخلی از نیروهای فاشیستِ ژنرال فرانکو شکست خورده بودند و بسیاری از آنان به فرانسه پناهنده شده بودند. دولت فرانسه آنان را در اسارتگاه‌هائی در شهرِ اَرژُلِس Argelès و دیگر شهرها متمرکز ساخته بود که براندُن به دفاع از ایشان پرداخت.

## شرکت در جنبش مقاومت
در آغازِ جنگِ دوّم در ارتش بسیج شد و منشیِِ یک ژنرال شد که سرپرستیِ منطقهٔ نظامیِ کَئُر Cahorsرا به عهده داشت. پس از آن که نازی‌ها فرانسه را اشغال کردند، در ژوئیهٔ ۱۹۴۰ به تولوز ــــ که در بخشِ اشغال‌نشدهٔ کشور بود ــــ رفت و با نامِ مستعارِ «بالزاک» به جنبش مقاومت پیوست. در ۱۹۴۲ ژرژ مَرَن Georges Marrane از رهبرانِ عمدهٔ حزبِ کمونیستِ فرانسه و نایب‌رئیسِ «کمیتهٔ ملّیِ مقاومت»، مسئولیتِ «جبههٔ ملّیِ مقاومت» را در تولوز و شهرستانِ اُت گَرُن Haute-Garonne به وی سپرد. سپس به ترتیب مسئولِ لیون و شهرستانِ رُن Rhône، مارسِی و شهرستانِ بوش‌دورُن Bouche-du-Rhône و سرانجام نیس و شهرستانِ اَلپ مَریتیم شد. در این دوران روزنامهٔ لامارسِی‌یز La Marsaillaise را بنیان گذارد و پس از آن روزنامه‌‌هایِ مخفیِ دیگری در نیس و مَرتیگ Martigues تأسیس کرد و تا چند سال پس از رهائیِ میهن مدیریتِ لامارسِی‌یز  را به عهده داشت. به هنگامِ ر‌هائیِ فرانسه، پی‌یر براندُن یکی از پنج عضوِ کمیتهٔ استان برای ر‌هائیِ مارسی و نمایندهٔ «جبههٔ ملّیِ مقاومت» و «چریک‌ها و پارتیزان‌ها» بود.
در این دورانِ زندگی مخفی به حرفه‌های گوناگونی پرداخت: سرآشپز، بقّال، باربر در بارانداز‌ها و اسکله‌‌ها، حسابدارِ کشتارگاه و بنّا.

## نشانهای افتخار
برای قدردانی از وی در مقامِ یک «سازماندهِ خستگی‌ناپذیر و برجستهٔ مقاومت و سرمشقِ ازخودگذشتگی و شهامت»، به او نشانِ افتخارِ «لژیون دُنُر» Légion d'Honneur و ردهٔ «شهسوار» دادند. علاوه بر آن، «مدالِ مقاومت»، «نشانِ چلیپایِ جنگ» و «نشانِ ر‌هائیِ میهن» نیز به او داده شد.

## فعالیت در جنبش همبستگی
پس از ر‌هائیِ  فرانسه و پایانِ جنگ، حرفهٔ خود، وکالتِ دادگستری، را از سرگرفت. 
در همان حال به همکاری با «یاوریِ مردمیِ فرانسه» پرداخت. در چارچوب این انجمن از معدنچیانِ اعتصابی دفاع کرد؛ با ۴۰۰ شخصیتِ اسپانیائی ضدِّ فرانکو که در جزیرهٔ کُرس Corse پناه یافته بودند دیدار کرد؛ از بازماندگانِ اعضای گروه‌های مقاومت دفاع کرد؛ از نظامیانِ فرانسوی که به خاطرِ مخالفت با جنگ‌های استعماری فرانسه در هندوچین و الجزایر به دادگاهِ نظامی کشیده شده بودند دفاع کرد؛ خزانه‌دار یک کارزارِ «یاوریِ مردمی» برایِ جمع‌آوریِ کمک (خواربار و کالا) برای قربانیانِ جنگ ویتنام و ارسالِ آن با یک کشتیِ همبستگی به این کشور شد… و بدینگونه، تا پایانِ عمر، هم در اقدامات و فعّالیت‌های همبستگی و هم در ارگان‌هایِ رهبریِ «یاوریِ مردمی» شرکت مستقیم و همکاری فعّال داشت.
در سال‌هایِ دیکتاتوریِ فرانکو در اسپانیا و دیکتاتوریِ موسولینی در ایتالیا با کسانی که در مبارزهٔ مخفی با این دیکتاتوری‌ها بودند روابطِ نزدیکی برقرار کرد و در کنارشان ماند. حفظِ روابطش با آزادی‌خوا‌هانِ ایتالیائی موجب شد تا به‌خوبی با این کشور آشنا شود و دوستان و آشنایانِ بسیاری در آنجا داشته باشد. ازهمین‌رو، به هنگام فاجعهٔ لُنگَرُنه (ایتالیا) عضو هیئتی بود که «یاوری مردمی» برای کمک به قربانیانِ آن فاجعه به آنجا فرستاد.

## فعالیتهای فرهنگی
پی‌یر براندُن در بنیانگذاریِ «موزهٔ ملّیِ مقاومت» در شامپین‌یی Champigny شرکت جست. 
از او سه کتاب نیز به جای مانده است. دو رمانِ خون و سیمان (۱۹۶۴) و میعادِ کاپری (۱۹۷۹) که در آنها اندیشه‌هائی در باب توانائی‌های بی‌کرانِ انسان و گونه‌گونی ذاتی او طرح شده است؛ و پشتِ‌پرده‌های مقاومت (۱۹۹۴) که خاطراتِ او از سال‌های ۱۹۴۰تا ۱۹۴۵ است.
اندیشهٔ زایا و تخیّلِ سرشارِ وی، گذشته از نوشته‌هایش، در زندگی عادی و حرفه‌ای، در فعّالیت‌های اجتماعی و در اقداماتِ همبستگی او نیز سرچشمهٔ نوآوری بود.
پی‌یر براندُن سال‌های آخر زندگی را در ویلیه‌سورمَرن (فرانسه) گذراند و در ۱۵ اوتِ ۲۰۰۳ در لان‌یی‌سورمَرن درگذشت.